# Землетрясение в Северной Суматре (2011)
Землетрясение в Северной Суматре 6 сентября 2011 года — сильное землетрясение магнитудой 6,6 произошло в 00 часов 55 минут по местному времени в 100 км к юго-западу от Медана, Индонезия. Гипоцентр землетрясения залегал на глубине 91 километра

## Последствия
В эпицентре землетрясения, а также в Медане произошли отключения электричества. В Медане сотни пациентов были эвакуированы из госпиталя.
Сотни домов в деревнях провинции Ачех Деса Тангга Беси, Кекаматан Симпанг Кири и Субулулуссалам не пригодны для жилья. Урон также причинён мечетям в округе Кекаматан Симпанг Кири. Почти во всех колоннах мечетей появились трещины, нанесён урон и штукатурным потолкам мечетей. Сильные повреждения отмечены также в округах Султан Даулат, Симпанг Кири и Лонгкиб. В Субулу 5 мечетям, 11 школам, 3 центрам здоровья и 21 дому, магазинам нанесён серьёзный урон. 15 ирригационным системам причинён серьёзный ущерб. 1,417 домов разрушены в Субулуссаламе, 417 домов получили серьёзные повреждения и намного больше зданий с лёгкими повреждениями. В 3-х округах вблизи Субулуссалама (Пакпак Бхарат, Хумбангхасундутан (Хумбахас) и Даири) также имеются серьёзные повреждения домов, офисных зданий, мечетей, школ, госпиталей, ирригационной инфраструкруры..
В округе Субуссалам 10-летний мальчик погиб под руинами обрушившейся стены дома в деревне Северный Субулуссалам, 50-летний мужчина умер после того как он был травмирован тряской подземного толчка; предположительно, у него была астма, 1 человек погиб в округе Даири, позже индонезийские власти сообщили о четвёртой жертве землетрясения. Ещё 3 человека получили серьёзные ранения в округе Даири.
Только в одном Субулуссаламе ожидается, что урон от землетрясения превысит 50 млрд рупий.
Жители Субулуссалама и Сингкила говорят, что подземный толчок продолжался в течение двух минут, что и привело к таким разрушением и жертвам.

## Помощь
Агентство по борьбе со стихийными бедствиями провинции Ачех и Социальная Служба провинции Ачех направили помощь в зону подземного толчка для пострадавших в землетрясении людей.